# Chiesa dei Santi Stefano e Caterina

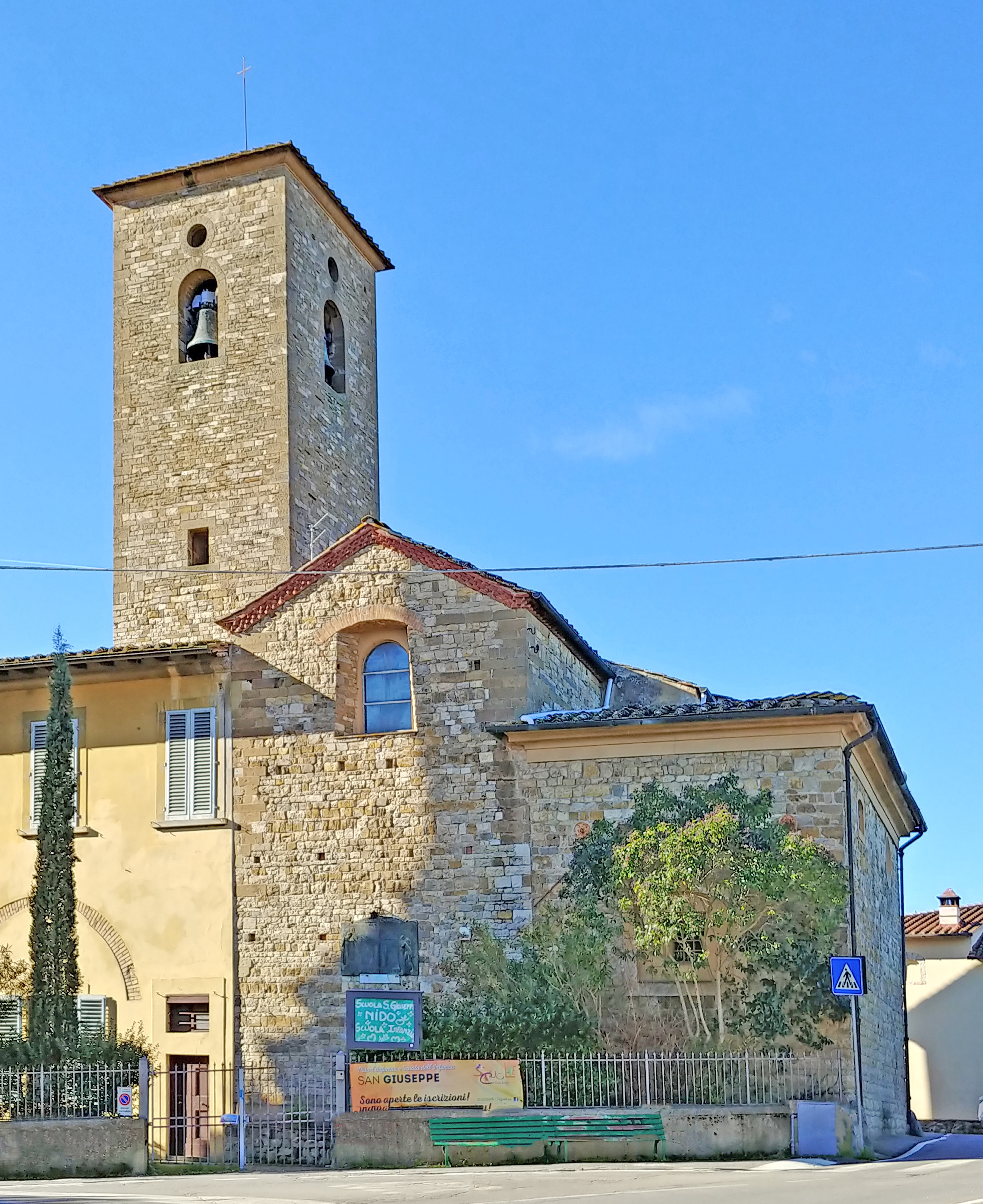
Abside e campanile

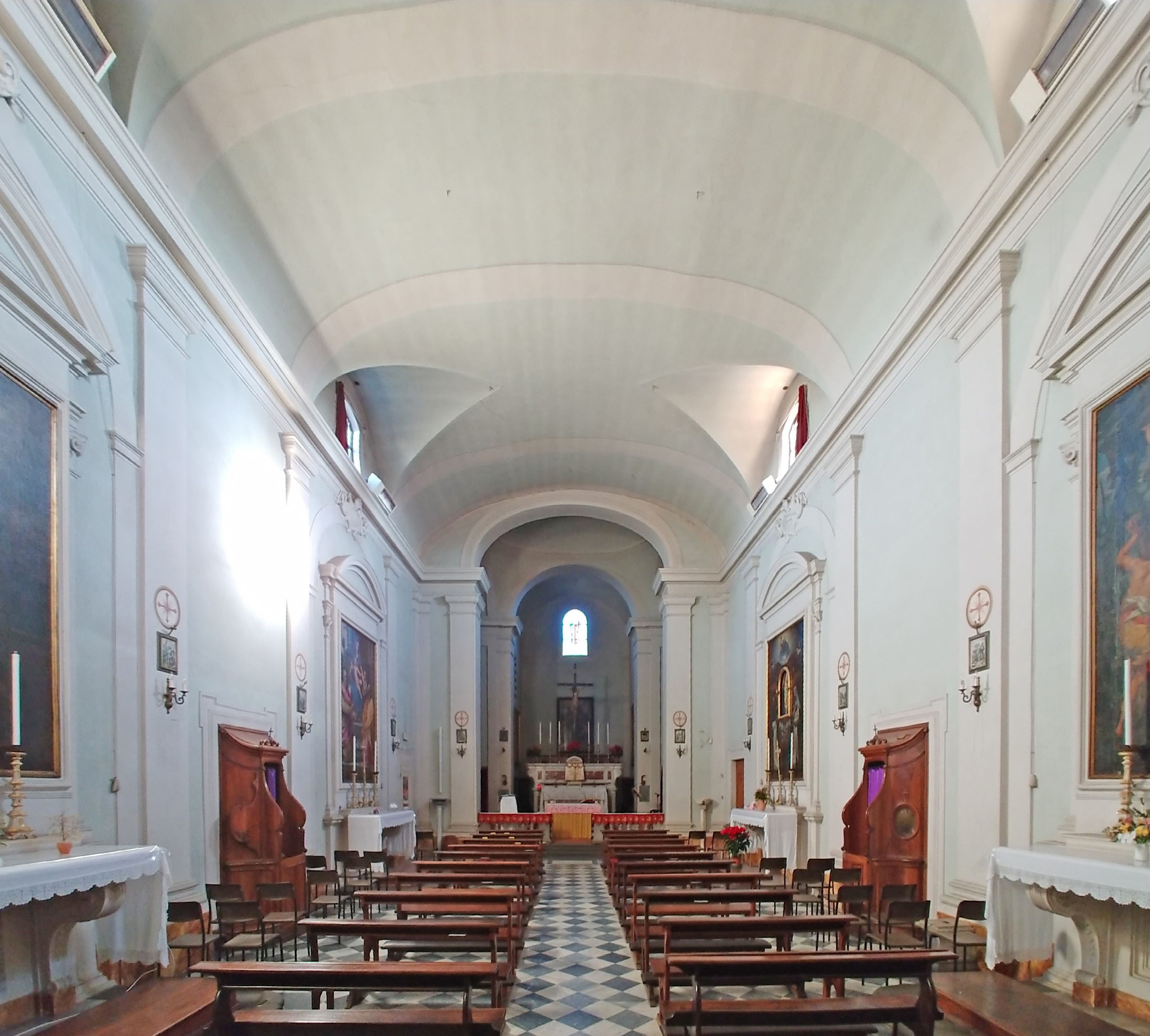
Interno

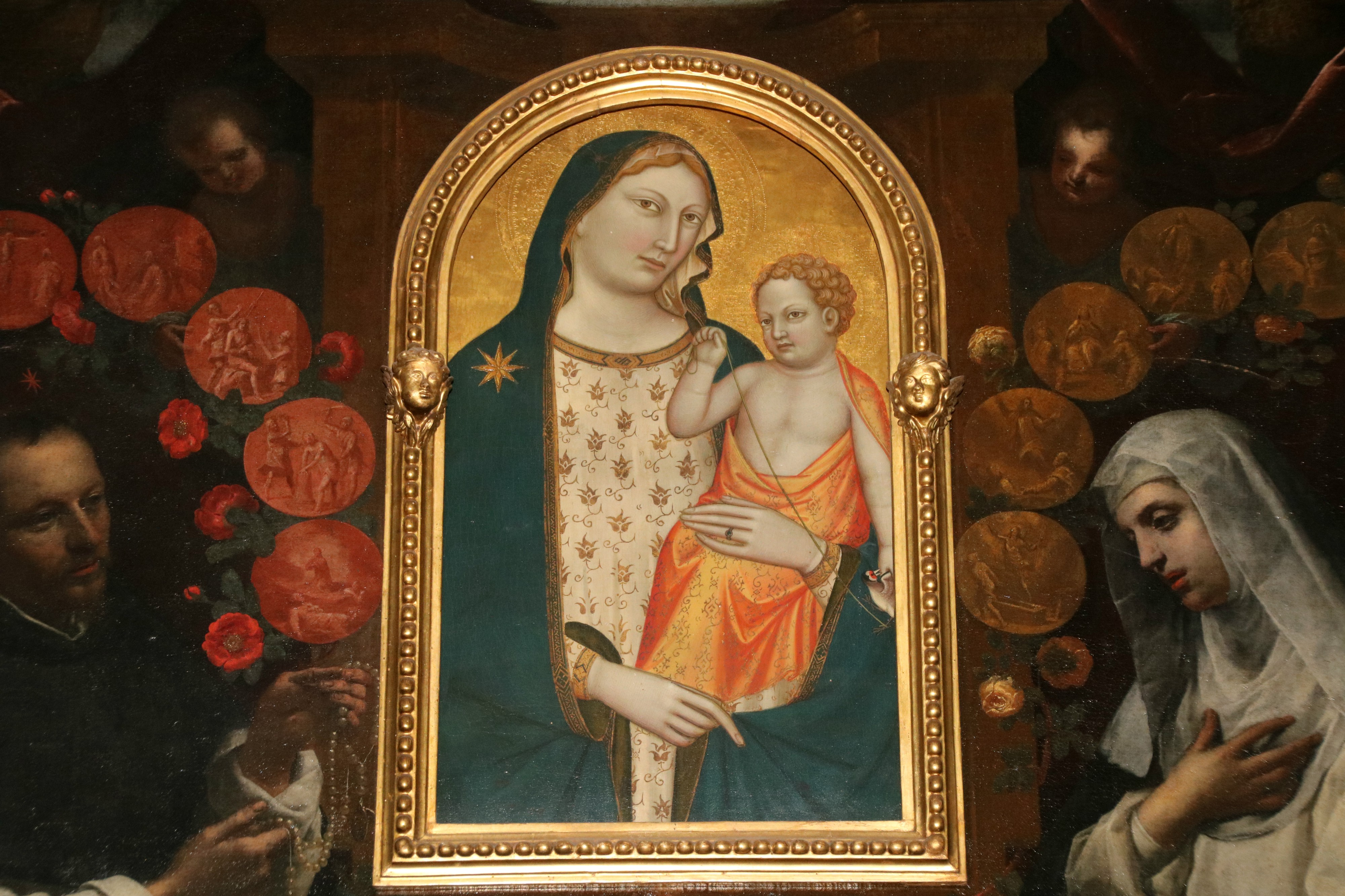
Jacopo del Casentino, Madonna col Bambino; ai lati dettaglio dei santi Domenico e Caterina di Giovanni Martinelli, 1647

La chiesa dei Santi Stefano e Caterina è il principale luogo di culto cattolico di Pozzolatico, frazione di Impruneta, sede dell'omonima parrocchia appartenente all'arcidiocesi di Firenze.

## Storia
La località Pozzolatico era già abitata in epoca romana, come dimostrano dei ritrovamenti archeologici nella zona, ma l'edificio sacro, forse nato intorno ad una torre di guardia, è nominato per la prima volta nel 1156 quando viene confermato a Ugo pievano di Impruneta con una bolla di papa Adriano IV.
Successivamente viene ricordata in data 26 luglio 1256 quando il vescovo di Firenze Giovanni dei Mangiadori, patrono della chiesa, nominò Pace quale rettore; il suo rettorato fu di breve durata tanto che nel 1260 il rettore era Ciapperone di Zaglia il quale promise 6 staia di grano per il mantenimento dell'esercito fiorentino. La chiesa venne confermata quale dipendenza della pieve di Impruneta nel 1291 da papa Niccolò IV.
Tra il 1276 e il 1303 la chiesa non venne esentata dal pagamento della decime e risulta che il suo imponibile fosse di 6 lire annue. Nel 1322 il patronato della chiesa spettava al popolo e sempre in quell'anno vi fu rogato un atto di Balia, ma forse già dalla metà dello stesso secolo passa alla famiglia dei Ricci. In ogni caso la famiglia costruisce già negli anni sessanta del secolo una propria cappella. Nonostante la distanza fino al 1415 il suo territorio faceva parte della Lega di Montespertoli, ma in quell'anno venne costituita la Comunità del Galluzzo e ne divenne parte; sempre in quel periodo nel suo territorio esisteva uno spedale situato in via Buia e intitolato a San Jacopo.
Nel 1671 si fecero dei lavori di ristrutturazione che portarono anche alla costruzione della casa canonica, evento ricordato da una lapide in facciata. La famiglia de' Ricci finanziò un nuovo restauro, dato il cattivo stato in cui era la chiesa, nel 1735 ed il 5 giugno 1737 la chiesa fu riconsacrata e vent'anni più tardi fu concessa la doppia invocazione ai santi Stefano e Caterina. È questo il periodo in cui i Ricci rinnovano fastosamente la loro vicina villa, celebrata anche nelle vedute dello Zocchi.
Poco tempo dopo, nel 1769, anche la loggia della Compagnia venne restaurata in quanto minacciava rovina.

Il 18 maggio 1895 un forte terremoto sconvolse tutta la zona a sud di Firenze e anche la chiesa venne danneggiata: 
Prontamente restaurata venne riaperta al culto. Altri restauri vennero svolti tra il 1966 e il 1988.

## Descrizione
All'esterno spicca soprattutto la torre campanaria che nella parte inferiore mantiene ancora l'originale paramento murario di epoca romanica. La facciata si presenta intonacata e molto semplice, sopra il portale è murato uno stemma in pietra.
L'interno, di aspetto settecentesco classicheggiante, è ad aula unica con quattro altri laterali intonacati che custodiscono diverse opere d'arte: ai due di destra si conservano un Martirio di santo Stefano, copia dell'omonimo quadro di Pietro da Cortona forse di Ciro Ferri, ed una Madonna col Bambino attribuita a Jacopo del Casentino inquadrata, a farne una Madonna del Rosario, in una tela con i Santi Domenico e Caterina da Siena con i Misteri del Rosario ed il Padre Eterno ed Angeli, di Giovanni Martinelli, del 1647. L'alta qualità del dipinto è stata riconosciuta nell'intensità emotiva dei personaggi, nella perspicuità ottica, quasi caravaggesca, della natura morta di fiori in primo piano, nella sapienza luministica utilizzata anche nei candidi abiti dei due religiosi.
Agli altari di sinistra, partendo dal presbiterio, è innanzitutto una Madonna col Bambino e san Giovanni tra i santi Cosma e Damiano di Alessandro Allori, firmata e datata 1582, su commissione degli eredi di Roberto de' Ricci, famiglia patrona della chiesa fino dal XIV secolo. Il dipinto, ambientato all'aperto come quelli veneziani, presenta una monumentalità e solennità tipiche del pittore, che si uniscono al pittoricismo di molti dettagli. All'altro altare è invece un'Estasi di santa Caterina de' Ricci assegnata dalla bottega di Jacopo Vignali. 
La cappella laterale sinistra è quella dei conti de Larderel, realizzata nel 1868 dalla famiglia che aveva acquistato in quel periodo la vicina Villa de' Ricci che poi prese il loro nome. 
Nella chiesa si trovano due organi a canne. Lo strumento più antico è situato sulla cantoria neoclassica in controfacciata e venne costruito nel 1830 da Filippo II Tronci; a 
trasmissione integralmente meccanica, dispone di 24 registri su unico manuale e pedale. A pavimento nell'abside si trova un secondo organo, a trasmissione elettrica e completamente racchiuso entro cassa espressiva, costruito nel 1994 dai Fratelli Marin, con 17 registri su unico manuale e pedale.
Da un portale situato sulla destra della facciata si accede ad un piccolo chiostro definito su tre lati da un portico con archi in laterizio. In questa zona sono conservate due lastre sepolcrali del XIV secolo, una delle quali in marmo intarsiato.